# VII велико народно събрание
Седмото велико народно събрание е Велико народно събрание на Република България, което работи от 10 юли 1990 до 2 октомври 1991 г., когато се саморазпуска. Основна цел на събранието е изработване и приемане на нова Конституция на България.
Събранието е свикано след оставката на Тодор Живков на 10 ноември 1989 г. и постигнатите споразумения на Националната кръгла маса. Изборите за него са първите свободни и демократични избори в страната, проведени след 1931 г. Гласуват 6 976 620 или 90,79% от всички имащи право на глас. БСП получава 47,1% от гласовете, СДС – 36,2%, ДПС – 5,75%, БЗНС – 4%, Отечествен съюз – 0,5%.
Първото му заседание е на 10 юли и е открито от най-възрастния депутат - Йосиф Петров от СДС (на 81 години).

## Парламентарни групи
Избрани са 400 народни представители – 366 мъже и 34 жени. Част от народните представители са избрани по мажоритарната система, а друга част – по пропорционалната система.
| Парламентарни групи                       | Народни представители |
| ----------------------------------------- | --------------------- |
| Българска социалистическа партия          | 211                   |
| Съюз на демократичните сили               | 144                   |
| Движение за права и свободи               | 23                    |
| Български земеделски народен съюз         | 16                    |
| Отечествен съюз                           | 2                     |
| Независими                                | 2                     |
| Отечествена партия на труда               | 1                     |
| Социалдемократическа партия (немарксисти) | 1                     |
| Общо:                                     | 400                   |

## Ръководство
Събранието започва под председателството на Йосиф Петров, най-възрастният представител (тогава на 81 години). Впоследствие са избрани председател и трима заместник-председатели.
| Длъжност              | Народен представител | Политическа партия        |
| --------------------- | -------------------- | ------------------------- |
| Председател           | Николай Тодоров      | БСП                       |
| Заместник-председател | Иван Глушков         | БЗНС                      |
| Заместник-председател | Гиньо Ганев          | Отечествен съюз           |
| Заместник-председател | Никодим Попов        | БЗНС – Никола Петков, СДС |

## Депутати от VII велико народно събрание, сътрудници на ДС
- Дончо Каракачанов, вербуван през 1972 г. като осведомител; първоначално донася на Окръжно управление на МВР-ДС Русе под агентурен псевдоним „Иванов“, а по-късно – през 1978 г. преминава към Шесто управление на ДС за борба с идеологическата диверсия; в VII велико народно събрание е избран като представител от БЗНС (казионен).[3]

## Политическа обстановка
ВНС започва работа на 10 юли 1990 г. в напрегната обстановка. Съмненията за манипулации на изборните резултати и исканията за изясняване на истината за видеоматериала от 14 декември 1989 г. предизвикват силно брожение в некомунистическите среди. Започват студентски стачки и граждански вълнения. В центъра на София е построен Град на истината. Натискът спрямо БСП е силен и води до оставка на Петър Младенов на 6 юли. На 1 август за председател (президент) на Републиката е избран Желю Желев, а за зам.-председател (зам.-президент) – Атанас Семерджиев. Това обаче не намалява политическото напрежение, което достига кулминацията си на 26 август с пожара на Партийния дом в София.
Икономическите трудности принуждават БСП да търси коалиция със СДС при упражняване на изпълнителната власт, но СДС отказва участие в коалиционно правителство и през септември е образувано второ правителство на Андрей Луканов. По това време икономическата криза става явна, магазините са опразнени, липсват елементарни хранителни стоки, има криза за бензин (Луканова зима). Поради протестите Луканов е принуден да подаде оставка и на 30 ноември ВНС я гласува. Следващото правителство е експертно и е оглавено от Димитър Попов.

### Политическа криза
На 4 април 1991 г. 44 депутати от Съюза на демократичните сили искат ВНС да се разпусне, обезпокоени от нарасналата безработица и липсата на свежи закони. Скоро след това на 20 април излиза докладът на анкетната комисия „Тамбуев“ и на 23 април депутатите дебатират досиетата, а Стефан Савов, Георги Марков, Йордан Василев и Златка Русева обявяват, че напускат ВНС. На 25 април 1991 г. Илич Цветков внася предложение за саморазпускане на ВНС. Подкрепят го Александър Чирков, Стоян Ганев, Николай Слатински, Едвин Сугарев, Вили Цанков, Еленко Божков, Янко Янков.
На 14 май 1991 г. 39 депутати напускат парламента с декларация, в която освен саморазпускане на ВНС и избори в средата на юли искат и БСП да върне парите, които е взела от бюджета. На 19 май СДС провежда национална конференция, на която връх вземат напусналите парламента. Това се повтаря и на третата национална конференция на СДС – 22 юни 1991 г., на която СДС се преструктурира като „национално движение“. В края на юни БЗНС – Никола Петков (на Милан Дренчев) също напуска ВНС.
Между 10 и 19 юли по идея на Стефан Савов 27 души от 39-имата провеждат гладна стачка. Исканията им са да няма задължително заклеване в новата конституция, тя да влезе в сила след референдум и ВНС да се саморазпусне. От 11 юли към тях се присъединяват и 21 столични кметове, които гладуват в извънработно време.
На 16 юли президентът Желев насрочва следващите избори – парламентарни и местни, но отхвърля идеята за референдум и приканва гладуващите да прекратят протеста си.

## Резултати
Въпреки протеста на 39-имата на 12 юли 1991 г. е приета Конституцията на Република България. Тя налага държавно устройство, основано на разделение на властите и въвежда институцията на едноличен държавен глава – президент. Свикване на Велико народно събрание (400 народни представители) се предвижда в случаите, когато се променя формата на държавно управление и устройство, както и конституцията на страната. Обикновеното народно събрание се избира за срок от 4 години и в него участват 240 народни представители. Въвежда се институцията Конституционен съд, чиято основна задача е да гарантира върховенството и спазването на Основния закон на републиката.
След гласуване на конституцията Седмото велико народно събрание приема функцията на обикновено народно събрание – до 2 октомври 1991 г., когато се саморазпуска. Във вътрешнопартиен план периодът между Седмото ВНС и следващите избори се характеризира с противопоставяне на консервативното и реформаторското крило вътре в БСП, както и на умерените и радикалните вътре в СДС. Това деление е във връзка с настроенията за това колко бързо трябва да се осъществяват промените. Промени има при земеделските партии – от членове на казионния БЗНС и БЗНС – Никола Петков се създава единен Български земеделски народен съюз. Продължава укрепването в позициите на ДПС. В БСП се оформят три крила: едното остава марксистко-ленинистко, другото е твърдо социалдемократическо, а третото – на Александър Лилов и Андрей Луканов, се застъпва за плавни промени и съчетаване на социалдемократизма с неокомунистическите тенденции (демократичен социализъм).